# Najmniejszy koncert świata
Najmniejszy koncert świata – cykl zamkniętych koncertów organizowanych przez stację radiową Roxy FM dla słuchaczy. Przedsięwzięcie charakteryzowało się ograniczeniem liczby uczestników: początkowo artyści występowali dla dziesięciu osób, od 2009 r. dla dwudziestu. Słuchacze wygrywali wejściówki w konkursach na antenie radia.
Miejscem koncertów była najpierw warszawska kamienica przy ul. Złotej. Począwszy od koncertu Sidneya Polaka 27 października 2009 r. było nim studio nagraniowe Alvernia Studios w Nieporazie koło Alwerni. Część występów została wydana na płytach DVD.
Cykl „Najmniejszy koncert świata” był nominowany do Studenckiej Nagrody Dziennikarskiej MediaTory, w kategorii specjalnej „INICJATOR”.
W ramach koncertów wystąpili:
- Myslovitz – 29 maja 2006 (wydany na DVD pt. Happiness Is Easy Live)
- Kult – 29 czerwca 2006
- Reamonn – 31 sierpnia 2006
- T.Love – 18 października 2006 (wydany na DVD pt. I Hate Rock’n'Roll Live)
- Marillion – 28 maja 2007
- Homo Twist – 28 kwietnia 2008
- The Rasmus – 16 stycznia 2009
- Sidney Polak – 27 października 2009 (wydany na DVD 26 listopada 2010)[1]
- Maria Peszek – 26 listopada 2009[2] (wydany na DVD 15 października 2010)[1]
- Giulia y los Tellarini – 19 grudnia 2009 (wydany na DVD 5 listopada 2010)[1]
- Voo Voo i Haydamaky – 27 stycznia 2010 (wydany na DVD 22 października 2010)[1]
- Pustki – 23 lutego 2010 (wydany na DVD 29 października 2010)[1]
- Tilt i Tomek Lipiński – 10 marca 2010 (wydany na DVD 19 listopada 2010)[1]
- Muniek Staszczyk – 24 marca 2010 (wydany na DVD 8 października 2010)[1]
- Lech Janerka – 26 maja 2010 (wydany na DVD 12 listopada 2010)[1]
- Hey – 23 czerwca 2010[3] (wydany na DVD 3 grudnia 2010)[1]
- Natu – 7 listopada 2013[4]
- Mela Koteluk – 5 grudnia 2013[5]
- Ania Rusowicz – 9 stycznia 2014[6]